# Puerto Tejada
Puerto Tejada ist eine Gemeinde (municipio) im Departamento Cauca in Kolumbien.

## Geographie
Puerto Tejada liegt in der Provincia del Norte in Cauca auf einer Höhe von 968 m ü. NN, 108 km von Popayán und nur 17 km von Cali entfernt. Puerto Tejada liegt am Río Cauca sowie an dessen Nebenflüssen Río Desbaratado und Río Palo. Die Gemeinde grenzt im Norden an Cali und Candelaria im Departamento Valle del Cauca, im Süden an Caloto und Villa Rica, im Westen an Villa Rica sowie an Jamundí im Valle del Cauca und im Osten an Miranda und Padilla.

## Bevölkerung
Die Gemeinde Puerto Tejada hat 46.166 Einwohner, von denen 40.767 im städtischen Teil (cabecera municipal) der Gemeinde leben (Stand: 2019).

## Geschichte
Puerto Tejada wurde 1897 mit dem Ziel gegründet, die in der Region ansässigen Gruppen Afrokolumbianer, die aus freigelassenen und entlaufenen Sklaven bestanden, besser durch den Zentralstaat und die regionalen Großgrundbesitzer kontrollieren zu können. Der nach dem General Manuel Tejada benannte Ort war zunächst ein Corregimiento von Caloto und erhielt 1912 den Status einer Gemeinde.

## Wirtschaft
Der wichtigste Wirtschaftszweig von Puerto Tejada ist traditionell die Landwirtschaft, heute insbesondere der Anbau von Zuckerrohr. Zudem gibt es zuckerrohrverarbeitende Industrie und Milchproduktion.

## Söhne und Töchter der Stadt
- Darlenys Obregón (* 1986), Sprinterin
- Yoiver González (* 1989), Fußballspieler
- Fabián Andrés González Lasso (* 1992), Fußballspieler
- Robert Mejía (* 2000), Fußballspieler